# ترنبول (نام خانوادگی)
ترنبول ممکن است به یکی از موارد زیر اشاره داشته باشد:
- باب ترنبول
- مالکوم ترنبول
- راس ترنبول
- سندی ترنبول
- استفان ترنبول
- وندی ترنبول